# Herbert Buchner
Herbert Buchner (* 1939) ist ein deutscher Rechtswissenschaftler.

## Leben
Von 1958 bis 1962 studierte er Rechtswissenschaft (1964 Promotion zum Dr. iur./1970 Habilitation). Von 1963 bis 1970 war er Assistent an der Juristischen Fakultät der Universität München. Nach der 2. Juristischen Staatsprüfung 1966/II lehrte er im Sommersemester 1970/1971 Universitätsdozent in München. Im Wintersemester 1970/1971 vertrat er den Lehrstuhl an der Universität zu Köln. Seit dem 22. September 1971 war er Lehrstuhlinhaber für Bürgerliches Recht, Handels-, Arbeits- und Wirtschaftsrecht in Augsburg. Die Emeritierung erfolgte zum Wintersemester 2007/2008.

## Schriften (Auswahl)
- Die Bedeutung des Rechts am eingerichteten und ausgeübten Gewerbebetrieb für den deliktsrechtlichen Unternehmensschutz. München 1971, ISBN 3-406-02907-8.
- Unerlaubte Handlungen. Einschließlich der Ansprüche aus dem Eigentümer-Besitzer-Verhältnis und aus rechtmäßiger Schädigung. München 1976, ISBN 3-406-05425-0.
- Fälle zum Wahlfach Mitbestimmungs-, Betriebsverfassungs-, Personalvertretungsrecht. München 1978, ISBN 3-406-03743-7.
- Wettbewerbsverbot. Stuttgart 1981, ISBN 3-7719-6228-5.